# Wit-Russisch basketbalteam (mannen)
Het Wit-Russisch nationaal basketbalteam is een team van basketballers dat Wit-Rusland vertegenwoordigt in internationale wedstrijden. Het land, dat na de onafhankelijkheid van de Sovjet-Unie in 1991, schreef zich in 1992 in als lid van FIBA Europe. Het Wit-Russisch nationaal basketbalteam heeft zich tot op heden niet kunnen kwalificeren voor een Wereldkampioenschap basketbal, Eurobasket of het basketbalonderdeel van de Olympische Zomerspelen. Een overgroot deel van de Wit-Russische internationals basketballen in het buitenland (voornamelijk bij teams uit Oekraïne en Polen). 

## Coaches
- Aleksej Sjoeksjin (1993)
- Aleksandr Borisov (1995-1998)
- Anatoly Jakoebenko (1998-2000)
- Aleksandr Borisov (2000-2007)
- Aleksandr Popkov (2008-2009)
- Michail Feiman (2010-2011)
- Andrej Krivonos (2011-2012)
- Roeslan Bojdakov (2013-2014)
- Dušan Gvozdić (2014)
- Aleksandr Kroetikov  (2015-2019)
- Rostislav Vergoen (2019-heden)